# Нун (Марокко)
Нун або Уед-Нун (араб. واد نون) — найпівденніша постійна річка в Марокко. Розташована за 70 км на північ від річки Драа. Бере початок у гірському масиві Антиатлас, проходить на півдні від міста Гельмім і впадає до Атлантичного океану.
Від назви річки походить назва одного з дванадцяти сучасних регіонів Марокко: Гельмім — Уед-Нун.